# Michael Cahill

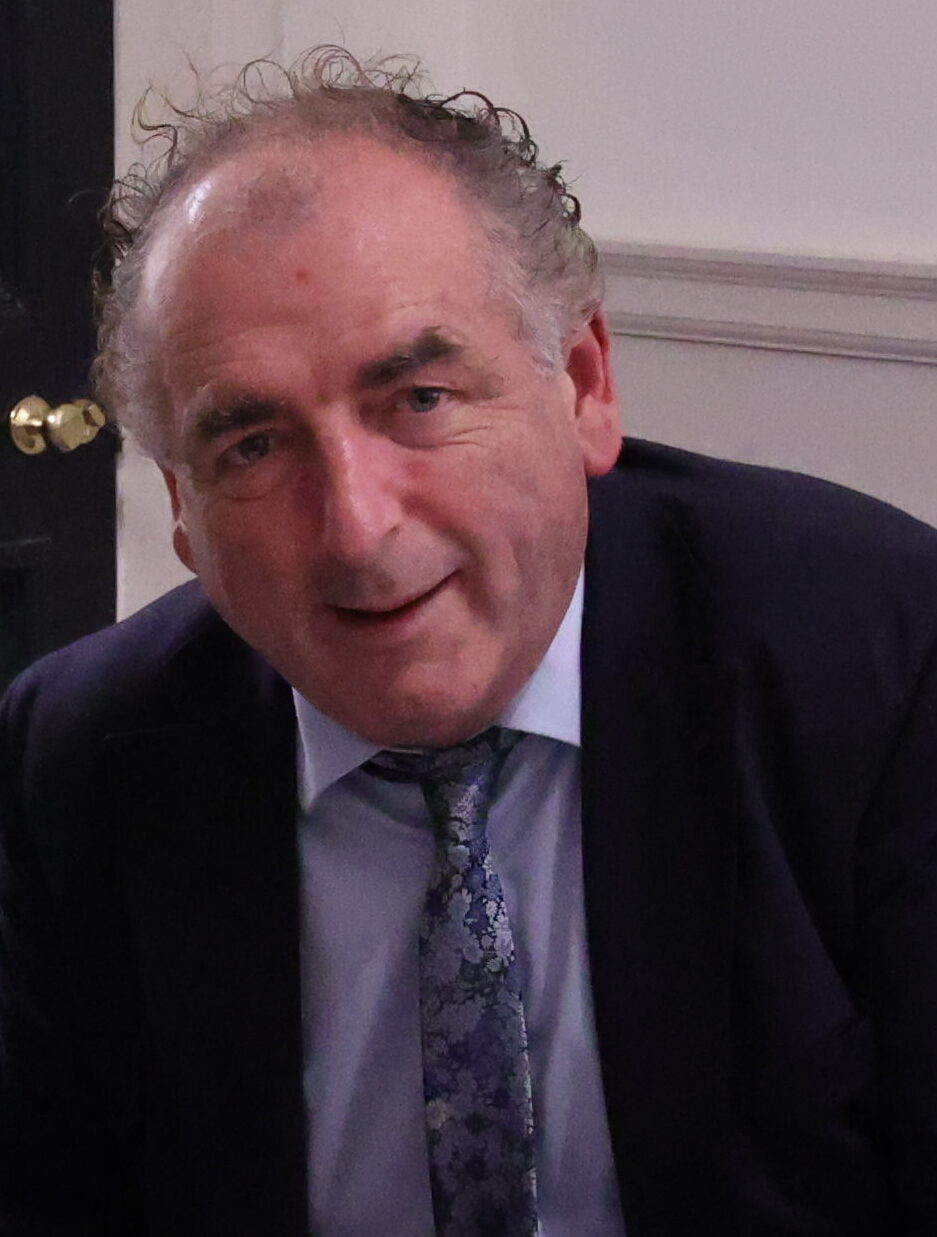
Michael Cahill (2024)

Michael Cahill (* im 20. Jahrhundert in County Kerry, Irland) ist ein irischer Politiker der Fianna Fáil. Von 2011 bis 2016 trat er als unabhängiger Kandidat an. 

## Leben
Cahill wuchs in Rossbeigh an der Atlantikküste auf. Sein Vater Tom Cahill war ebenfalls Politiker und wurde 1960 erstmals in den Kerry County Council gewählt. Kurz nach dessen Tod 1989 folgte ihm Michael Cahill per Kooptation in den Council und begann so als 24-Jähriger seine politische Laufbahn. 1999 wurde er erstmals regulär in den Kerry County Council gewählt. Diesen Sitz konnte er 2004, 2009, 2014 und 2019 verteidigen. 2002 und 2007 versuchte er, über die Industrie- und Gewerbeliste in den Seanad Éireann gewählt zu werden, dabei scheiterte er jedoch. Bei den Wahlen zum Dáil Éireann 2024 wurde er dann im Wahlkreis Kerry gewählt.
Michael Cahill ist verheiratet und hat mit seiner Frau Brenda vier Kinder. 